# Избори за градоначелника Београда 2004.
Први непосредни избори за градоначелника Београда након Другог светског рата одржани су 19. септембра 2004. године. Како ниједан кандидат није добио апсолутну већину гласова, други круг избора одржан је 3. октобра исте године када је Ненад Богдановић, кандидат Демократске странке, добио 50,19% гласова и постао градоначелник Београда.
Ови избори су део локалних избора за председнике општина и градова 2004.

## Резултати избора

### Први круг
У првом кругу избора излазност је била 34,69%, а највећи број гласова добили су Ненад Богдановић и Александар Вучић:
| Р      | Л      |        | Кандидат               | Предлагач(и)                                | Гласова | %     |
| ------ | ------ | ------ | ---------------------- | ------------------------------------------- | ------- | ----- |
| 1      | 1      |        | Ненад Богдановић       | Демократска странка - Борис Тадић           | 165.565 | 33,04 |
| 2      | 4      |        | Александар Вучић       | Српска радикална странка                    | 145.959 | 29,13 |
| 3      | 5      |        | Зоран Дракулић         | Демократска странка Србије                  | 75.548  | 15,08 |
| 4      | 9      |        | Небојша Човић          | ДА - СДП - др Небојша Човић                 | 28.631  | 5,71  |
| 5      | 7      |        | Јасмина Митровић Марић | Политички покрет снага Србије               | 27.599  | 5,51  |
| 6      | 8      |        | Жарко Обрадовић        | Социјалистичка партија Србије               | 19.062  | 3,80  |
| 7      | 2      |        | Бранка Бошњак          | Политичка странка Г17 плус др Мирољуб Лабус | 15.480  | 3,09  |
| 8      | 6      |        | Драган Којадиновић     | Српски покрет обнове                        | 8.823   | 1,76  |
| 9      | 3      |        | Слободан Вуксановић    | Народна демократска странка                 | 7.318   | 1,46  |
| Укупно | Укупно | Укупно | Укупно                 | Укупно                                      | 493.985 | 98,58 |

### Други круг
У другом кругу избора излазност је била 32,35%. Иако је Александар Вучић добио више гласова у 11 општина, а Ненад Богдановић у само шест, Богдановић је укупно добио више гласова и постао градоначелник:
| Р      | Л      |        | Кандидат         | Предлагач(и)                      | Гласова | %     |
| ------ | ------ | ------ | ---------------- | --------------------------------- | ------- | ----- |
| 1      | 1      |        | Ненад Богдановић | Демократска странка - Борис Тадић | 234.513 | 50,19 |
| 2      | 2      |        | Александар Вучић | Српска радикална странка          | 226.161 | 48,40 |
| Укупно | Укупно | Укупно | Укупно           | Укупно                            | 460.674 | 98,59 |
Р - редни број по броју добијених гласова
Л - редни број на гласачком листићу
| Општина               | Број бирачких места | Излазност | Ненад Богдановић | Ненад Богдановић | Александар Вучић | Александар Вучић |
| --------------------- | ------------------- | --------- | ---------------- | ---------------- | ---------------- | ---------------- |
| Општина               | Број бирачких места | Излазност | гласова          | %                | гласова          | %                |
| Барајево              | 26                  | 27,83%    | 2.365            | 41,84            | 3.207            | 56,73            |
| Вождовац              | 81                  | 32,41%    | 23.188           | 50,78            | 21.847           | 47,84            |
| Врачар                | 60                  | 37,23%    | 15.586           | 67,79            | 6.997            | 30,43            |
| Гроцка                | 35                  | 23,82%    | 4.912            | 34,45            | 9.177            | 64,36            |
| Звездара              | 73                  | 32,26%    | 21.288           | 52,56            | 18.645           | 46,04            |
| Земун                 | 92                  | 34,79%    | 19.995           | 41,72            | 27.374           | 57,11            |
| Лазаревац             | 64                  | 23,67%    | 5.557            | 48,57            | 5.675            | 49,42            |
| Младеновац            | 59                  | 26,03%    | 4.898            | 41,71            | 6.614            | 56,32            |
| Нови Београд          | 134                 | 37,19%    | 41.639           | 54,23            | 34.101           | 44,41            |
| Обреновац             | 55                  | 28,13%    | 7.089            | 41,92            | 9.568            | 56,58            |
| Палилула              | 121                 | 30,74%    | 21.403           | 48,81            | 21.889           | 49,92            |
| Раковица              | 53                  | 31,62%    | 14.286           | 49,31            | 14.307           | 49,38            |
| Савски венац          | 37                  | 35,72%    | 9.241            | 59,54            | 6.043            | 38,94            |
| Сопот                 | 33                  | 26,88%    | 1.763            | 39,05            | 2.666            | 59,05            |
| Стари град            | 56                  | 37,26%    | 14.954           | 67,04            | 6.966            | 31,23            |
| Сурчин                | 22                  | 32,73%    | 3.051            | 30,44            | 6.871            | 68,55            |
| Чукарица              | 104                 | 31,08%    | 23.124           | 48,64            | 23.790           | 50,04            |
| посебна бирачка места | 4                   | 50,12%    | 154              | 25,20            | 424              | 69,39            |
| Проценат освојених гласова у другом кругу, по општинама                                                        | Излазност у другом кругу, по општинама                        |
| Богдановић > 65% Богдановић > 55% Богдановић < 55% > Вучић Вучић > 55% Вучић > 65% ПБМ - посебна бирачка места | > 50% 37% – 50% 34% – 37% 31% – 34% 28% – 31% 25% – 28% < 25% |